# Новоивановка (Саратовская область)
Новоивановка — упразднённая деревня в Пугачёвском районе Саратовской области. Входила в состав Клинцовского муниципального образования. Исключена из учётных данных в 2018 г.

## География
Находится на расстоянии примерно 46 километров по прямой на юго-восток от районного центра города Пугачёв.

## История
Деревня основана в XIX веке. Ныне является урочищем.
Постановлением Саратовской облдумы от 24 января 2018 года № 7-193 населённый пункт исключен из учётных данных.

## Население
| 2010 |
| ---- |
| 0    |

Население составляло 0 человек как по переписи 2002 года, так и по переписи 2010 года.